# 不死生物
不死生物（英語：undead），又譯不死魔物、不死族、不死者、亡靈族、死靈族、不死系生物等，是指曾经有生命，但是肉體死亡了，却还能活动的怪物，其中也包括用魔法给尸体灌注生命来活动。处于没完全死亡（既非死者也非生者）的状态，有些是本来的怪物或妖怪，有些是被自然精灵入侵尸体，或者被用魔法复活。有可能是还没死就被埋入坟墓，被入葬后醒来被当成死后复活,有些会攻击活人然后吃了。通常被認為是死后复活屍體或遺留人間的魂魄。不死生物以不同的型態出現在各地文化的傳說中和故事裡，現代通常在奇幻小說、恐怖小說和角色扮演游戏中出现。
在奇幻世界里，不死族以骷髅和僵尸等怪物最具代表性。
- 在桌上RPG中，有亡靈的設定，例如龍與地下城（D&D）第三版規則。
- 由于剧情和游戏设定需要，不死族在暴雪公司的即時戰略游戏魔兽争霸中以玩家可以操控的种族的形象出现。
- 在集換紙牌遊戲中登場的怪物卡片常有種族的設定，許多卡牌遊戲設有不死族，例如遊戲王。

## 历史
在布拉姆·斯托克的小说《德古拉》中出现过"un-dead"一词。斯托克先用"undead/不死生物"词语来指吸血鬼，后来"undead/不死生物"扩展到其他也是曾一度活着并在死后继续表现出生命的超自然生物上。
不死族形象通常像是腐烂的尸体或骸骨，通常出现在墓地及其附近，性情有些会袭击人类来啃食其血肉，有些会受人使唤从事劳动工作。
东方文化里，一些妖怪亦有是死者另外变成的。

## 假面骑士剑的不死生物
假面骑士剑里，不死生物为该作的怪人，就如其名字，「Undead」拥有不死之身。越一万年前，各种代表自己种族的53只不死生物展开极限战斗，而“人类不死生物”取得胜利成为人类的祖先，其他的52只不死生物被封印在卡片里。到了21世纪，52只不死生物的封印被解除，于是就再一次进行不死生物的极限之战。

## 龍與地下城規則中的不死族
龍與地下城第三版規則書中更新了“亡靈族”（Undead，又譯不死族），亡靈族是由負能量驅動的一些原本已經“死亡”的生物：
龍與地下城中的不死族分爲實體和虛体兩种存在形式，代表生物分別為，實體：骷髏、僵屍、吸血鬼等，虛体：縛魂、幽靈等。按照智力還分爲有意識（如巫妖）和無意識（如骷髏）兩种。
龍與地下城第三版故事《被遺忘的國度》提到：在诺克敦纳斯（Necrodonass）有一个地区被亡灵生物统治着，居住在裏面的都是一些亡靈，想要住到裏面的非亡靈族必須經過一道叫做“殉身移民（Crucimigaration）”的儀式將自己轉化成保留智慧的原种类形态亡靈族（稱作Necropolitan）。該過程相當具有危險性：“如果原生物经过以上两个过程后总ＸＰ降到０或更低，则将被彻底摧毁，变成灰烬，永远无法通过任何手段复活”。

## 魔獸爭霸中的不死族
不死族在《魔兽争霸3》和《魔兽世界》里是艾澤拉斯大陸上各种族中的一种，族人通常是面目可憎、骇人的怪物。
在《魔兽争霸3》的劇情中，不死族是由燃烧軍團作为入侵艾泽拉斯大陆的武器而創建的，不死族（天譴軍團）的大部分成员是各种形态的不死生物，少部分成员则是来自其它空间的恶魔（参见龙与地下城规则中关于异界的设定）。
在設定中，不死族擁有強大的實力，他們打敗了人族和高等精靈族并擺脫了燃燒軍團的控制。但是在實際遊戲中，不死族單位的生命值較少，自己恢復的能力并不突出，要維持戰鬥力需要消耗大量的資源，依賴英雄單位的殺傷魔法與高價的特殊兵種，對玩家的意識和操作要求很高。

## 遊戲王中的不死族
遊戲王的不死族怪物包括喪屍、吸血鬼、骷髏、幽靈和日本傳統傳說中的妖怪。同時，由於遊戲王設定背景與埃及法老王有密切關聯，也已推行過與金字塔或法老王相關的不死族怪物。
不死族怪物卡的數量較少，且有許多是遊戲王早期印製的能力值低下的普通怪物，但隨著遊戲的發展、環境的變化，該種族加入了許多優秀的新卡，總體實力在各種族中已達到一定的水準。其特點是持續快速從墓地特殊召喚怪物（蘇生）的能力，以及強大的攻擊力著稱。

## 不死生物形態列表

### 物理軀體
- 吸血鬼
  - 半吸血鬼
  - 尼塔特
  - 維克拉卡斯
  - 多勒卡伐克（英语：Drekavac）
  - 朗蘇亞爾（英语：Langsuyar）
  - 烏皮奧爾（英语：Upiór）
  - 斯特日加（英语：Strzyga）
  - 沃杜拉克（英语：Wurdulac）

- 喪屍
  - 喪屍動物（英语：Zombie animal）
  - 德拉古爾
  - 克莱尔维乌斯·纳西斯（英语：Clairvius Narcisse）
  - 丧尸人偶（英语：Living Dead Dolls）
  - 恐怖策划师（日语：ホラープランナー）
  - 丧尸 (生化危机)（英语：Zombies in Resident Evil）
  - 丧尸 (酒)（英语：Zombie (cocktail)）
- 返魂者（英语：Revenant）
  - 格延格（英语：Gjenganger）
  - 凡塔拉（英语：Vetala）
  - 阿布哈塔斯（英语：Abhartach）
  - 戳勒（英语：Churel）
  - 慕罗（英语：Mullo (vampire)）

- 食屍鬼
  - 孤特魯布（英语：Qutrub）
  - 格喽（英语：Gello）
  - 噶路（英语：Gallu）
  - 阿斯汪（英语：Aswang）
  - 烦恼牛（英语：Wirry-cow）
  - 斯啦（英语：Sila (mythology)）

- 骷髏妖（英语：Skeleton (undead)）
  - 餓者髑髏
  - 骨女
- 无头骑马者（英语：Headless Horseman）
  - 維德根格（英语：Wiedergänger）
  - 无头骑士
  - 无头机车骑士
- 阿基伊尼（英语：Ahkiyyini）
- 安奇馬延（英语：Anchimayen）
- 卓柏卡布拉
- 德爾德加斯特（英语：Deildegast）

- 菲克斯（英语：Fext）

- 殭屍
- 庫庫德（英语：Kukudh）

- 巫妖
- 盧加特（英语：Lugat）
- 木乃伊怪（英语：Mummy (undead)）

- 奧雷克 (不死生物)（英语：Orek）

- 行屍者（英语：Ro-langs）

- 起屍鬼

- 屍妖（英语：Wight）
- 溫迪哥

### 灵体
- 鬼
  - 日本鬼魂
  - 鲁萨尔卡
  - 鬼胎（英语：Spectrophilia）
- 维丝（日语：レイス (幽霊)）